# Cách mạng Xiêm 1932
Cách mạng Xiêm 1932 (tiếng Thái: การปฏิวัติสยาม พ.ศ. 2475 hay การเปลี่ยนแปลงการปกครองสยาม พ.ศ. 2475) hay đảo chính Xiêm 1932 là một chuyển biến quan trọng của lịch sử Thái Lan trong thế kỷ 20. Đây là cuộc đảo chính không đổ máu vào ngày 24 tháng 6 năm 1932, chuyển chế độ quân chủ chuyên chế sang quân chủ lập hiến và dân chủ đại nghị. Cuộc cách mạng do một nhóm nhỏ các quân nhân và thường dân, tạo thành Khana Ratsadon (Đảng nhân dân).
Kết quả cuộc đảo chính, Hạ viện Thái Lan được thành lập. Ngày 5 tháng 12 năm 1932, vua Prachadhipok (Rama VII) đã thông qua bản hiến pháp đầu tiên của Thái Lan.
Cuộc cách mạng đã chấm dứt 150 năm  của nền quân chủ chuyên chế của Vương triều Chakri và bắt đầu thời kỳ dân chủ sau gần 700 năm trị vì của các quốc vương trong lịch sử Thái Lan.
Lúc này hoàng thất đã mất mọi quyền lực, các cư dân có quyền lực cao hơn có thể phải rời khỏi nhà của họ trong ép buộc
Lực lượng vũ trang nằm dười sự kiểm soát của Anh